# Shibata Daichi
Daichi Shibata (sinh ngày 13 tháng 8 năm 1990) là một cầu thủ bóng đá người Nhật Bản.

## Sự nghiệp câu lạc bộ
Daichi Shibata đã từng chơi cho Fujieda MYFC, Kataller Toyama và FC Suzuka Rampole.